# Emplocia xanthion
Emplocia xanthion là một loài bướm đêm trong họ Geometridae.